# Stenopogon tolandi
Stenopogon tolandi là một loài ruồi trong họ Asilidae. Stenopogon tolandi được Wilcox miêu tả năm 1971. Loài này phân bố ở vùng Tân Bắc giới.